# مسجد امیراسعد
مسجد امیراسعد مربوط به اواخر دوره قاجار است و در شهرستان تنکابن، بخش خرم‌آباد، دهستان دوهزار،  روستای بالا اشتاج واقع شده و این اثر در تاریخ ۲۶ اسفند ۱۳۸۶ با شمارهٔ ثبت ۲۱۹۸۰ به‌عنوان یکی از آثار ملی ایران به ثبت رسیده است.